# Bélmegyer
Bélmegyer is een plaats (község) en gemeente in het Hongaarse comitaat Békés. Bélmegyer telt 1155 inwoners (2001).